# Tuy An
Tuy An là một huyện ven biển thuộc tỉnh Phú Yên, Việt Nam.

## Địa lý
Tuy An là một huyện ven biển của tỉnh Phú Yên, có vị trí địa lý:
- Phía đông giáp Biển Đông
- Phía bắc giáp thị xã Sông Cầu và huyện Đồng Xuân
- Phía tây giáp huyện Sơn Hòa
- Phía nam giáp thành phố Tuy Hòa và huyện Phú Hoà.

Huyện có diện tích 435 km² và dân số là 133.000 người (năm 2004). Huyện lỵ là thị trấn Chí Thạnh nằm trên Quốc lộ 1, cách thành phố Tuy Hòa 30 km về hướng bắc. Huyện cũng là nơi có đường sắt Bắc Nam chạy qua. Đây cũng là địa phương có dự án Đường cao tốc Quy Nhơn – Chí Thạnh và Đường cao tốc Chí Thạnh – Vân Phong đi qua đang được xây dựng.

## Hành chính
Huyện Tuy An có 15 đơn vị hành chính cấp xã trực thuộc, bao gồm thị trấn Chí Thạnh (huyện lỵ) và 14 xã: An Cư, An Chấn, An Dân, An Định, An Hiệp, An Hòa Hải, An Lĩnh, An Mỹ, An Nghiệp, An Ninh Đông, An Ninh Tây, An Thạch, An Thọ, An Xuân.

## Lịch sử
Từ năm 1611 đến năm 1899, Tuy An thuộc huyện Đồng Xuân.
Năm 1899, phủ Tuy An thống hạt huyện Đồng Xuân, lãnh 5 tổng là An Sơn, An Hải, An Đức, An Vinh, An Phú gồm 69 xã, phủ lỵ đặt tại Long Uyên.
Ngày 7 tháng 9 năm 1945, chính quyền cách mạng lâm thời được thành lập, phủ Tuy An được đổi tên thành phủ Công Ái.
Năm 1947, đổi thành huyện Tuy An. Năm 1954, chính quyền Sài Gòn đổi huyện thành quận. Quận Tuy An có 14 xã. Sau ngày giải phóng, tháng 4/1975, chính quyền cách mạng đổi tên quận Tuy An thành huyện Tuy An.
Năm 1976, tỉnh Phú Yên hợp nhất với tỉnh Khánh Hòa thành tỉnh Phú Khánh, huyện Tuy An thuộc tỉnh Phú Khánh.
Năm 1977, huyện Tuy An hợp nhất với Đồng Xuân và các xã Sơn Long, Sơn Xuân, Sơn Định, Phú Mỡ của huyện Tây Sơn thành huyện mớiXuân An.
Tuy nhiên, đến năm 1978, huyện Xuân An chia lại thành 2 huyện Tuy An và Đồng Xuân. Huyện Tuy An khi đó gồm 13 xã: An Chấn, An Dân, An Định, An Hải, An Hiệp, An Hòa, An Lĩnh, An Mỹ, An Nghiệp, An Ninh, An Thạch, An Thọ và An Xuân.
Ngày 2 tháng 3 năm 1979, thành lập thị trấn Chí Thạnh (thị trấn huyện lỵ huyện Tuy An).
Ngày 30 tháng 9 năm 1981: 
- Thành lập xã An Cư từ các thôn Phú Tân, Phú Lương và Tân Long của thị trấn Chí Thạnh
- Chia xã An Ninh thành 2 xã: An Ninh Đông và An Ninh Tây
- Chia xã An Chấn thành 2 xã: An Chấn và An Phú.

Ngày 30 tháng 6 năm 1989, tỉnh Phú Yên được tái lập từ tỉnh Phú Khánh cũ, huyện Tuy An trở lại thuộc tỉnh Phú Yên.
Ngày 5 tháng 1 năm 2005, chuyển xã An Phú về thành phố Tuy Hòa quản lý.
Ngày 1 tháng 1 năm 2020, sáp nhập toàn bộ diện tích và dân số của xã An Hải và xã An Hòa thành xã An Hòa Hải.
Huyện Tuy An có 1 thị trấn và 14 xã như hiện nay.

## Kinh tế - xã hội
Tuy An là một huyện giáp biển và có nhiều địa danh nổi tiếng, vì vậy nơi đây rất phát triển về ngành du lịch, có một số địa điểm du lịch nổi tiếng như: Bãi biển Xép, Gành Đá Đĩa, Chùa Thiên Hưng (Chùa Cát), Nhà thờ Mằng Lăng, Đầm Ô Loan, Khu mộ cổ Phú Yên, Thành An Thổ, Cù lao Mái Nhà, Chùa Đá Trắng, Hòn Yến, Bãi biển Mỹ Á, Chùa Từ Quang, Chùa Viên Quang,...

## Hình ảnh

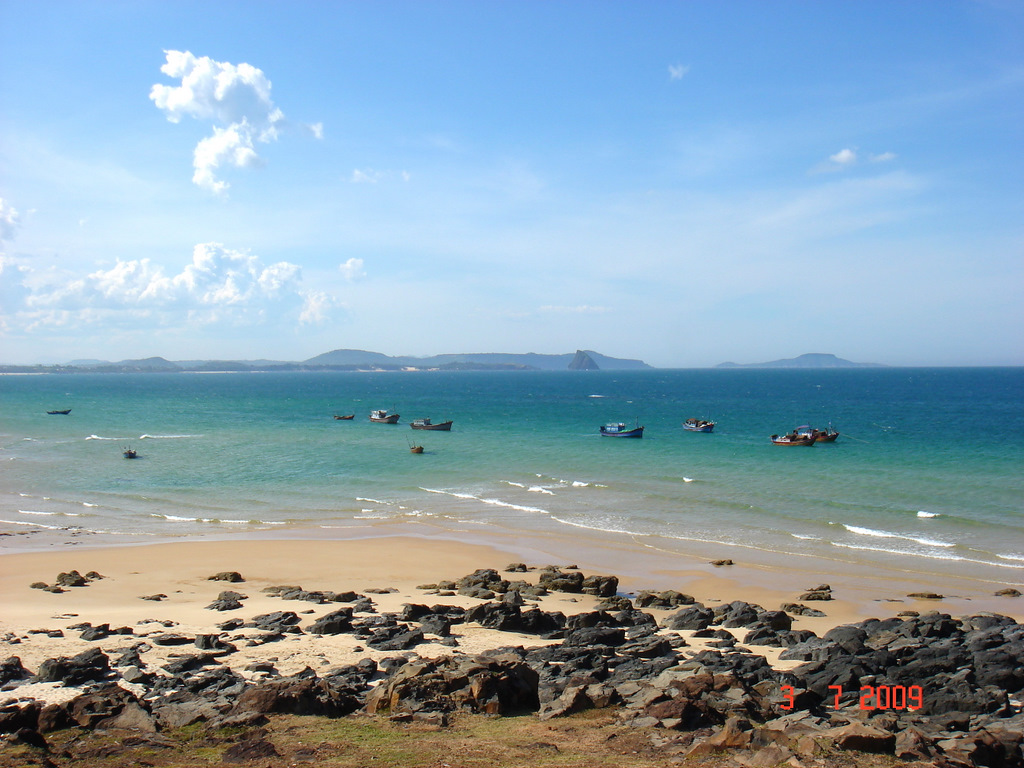
Bãi Xép
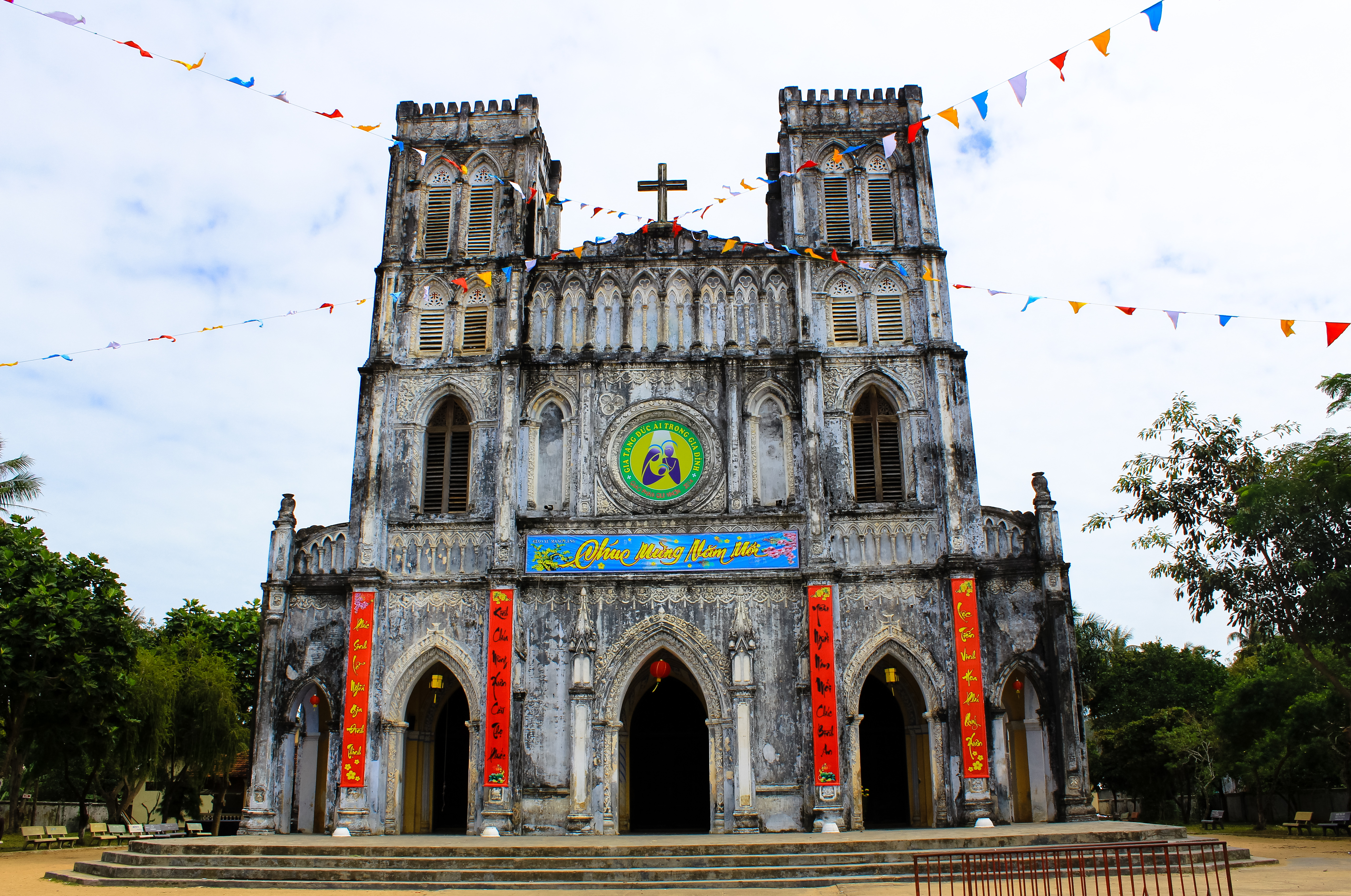
Nhà thờ Mằng Lăng
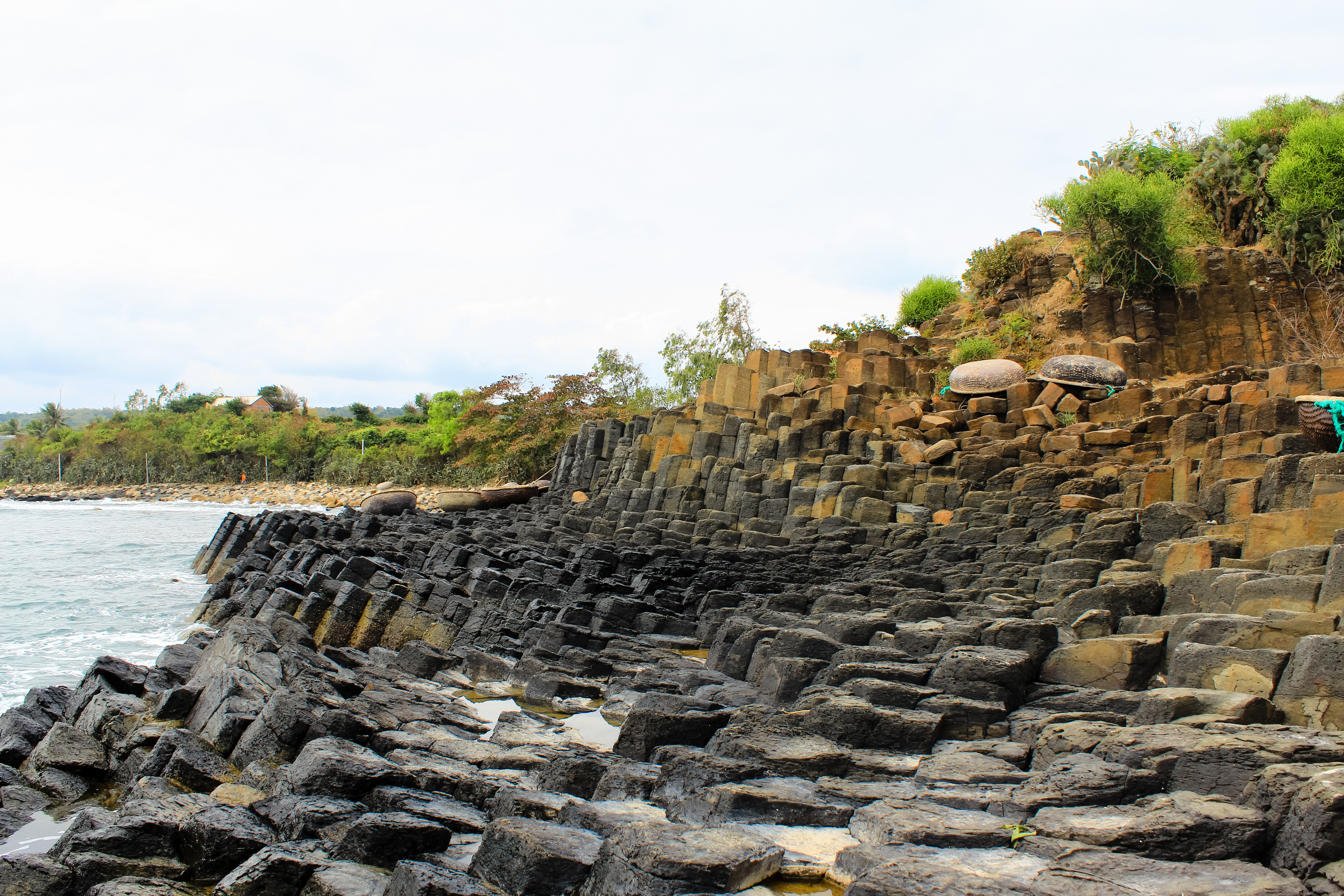
Gành Đá Đĩa
San hô ở Hòn Yến